# Takotna
Takotna és una concentració de població designada pel cens dels Estats Units a l'estat d'Alaska. Segons el cens del 2000 tenia 50 habitants.

## Demografia
Segons el cens del 2000, Takotna tenia 50 habitants, 19 habitatges, i 12 famílies La densitat de població era de 0,8 habitants/km².
Dels 19 habitatges en un 31,6% hi vivien nens de menys de 18 anys, en un 36,8% hi vivien parelles casades, en un 15,8% dones solteres, i en un 36,8% no eren unitats familiars. En el 36,8% dels habitatges hi vivien persones soles el 36,8% de les quals corresponia a persones de 65 anys o més que vivien soles. El nombre mitjà de persones vivint en cada habitatge era de 2,63 i el nombre mitjà de persones que vivien en cada família era de 3,25.
Per edats la població es repartia de la següent manera: un 36% tenia menys de 18 anys, un 8% entre 18 i 24, un 22% entre 25 i 44, un 24% de 45 a 60 i un 10% 65 anys o més.
L'edat mediana era de 34 anys. Per cada 100 dones de 18 o més anys hi havia 77,8 homes.
La renda mediana per habitatge era de 14.583 $ i la renda mediana per família de 17.500 $. Els homes tenien una renda mediana de 51.250 $ mentre que les dones 33.125 $. La renda per capita de la població era de 13.143 $. Aproximadament el 20% de les famílies i el 16,2% de la població estaven per davall del llindar de pobresa.

## Poblacions més properes
El següent diagrama mostra les poblacions més properes.